# 60 Seconds!
60 Seconds! – przygodowa gra komputerowa typu survival stworzona i wydana przez polskie studio Robot Gentleman. Została wydana 25 maja 2015 na platformy Microsoft Windows i macOS, 18 grudnia 2017 na Nintendo Switch, 6 marca 2020 na PlayStation 4 i Xbox One, 28 grudnia 2017 na Androida oraz 22 września 2016 na iOS. 
Gra dzieje się na przedmieściach amerykańskiego miasteczka, na które spada bomba atomowa. Czteroosobowa rodzina ma 60 sekund by zgromadzić wszystkie niezbędne zapasy i schować się do schronu w nadziei na przeżycie atomowej apokalipsy. 

## Fabuła
Akcja gry jest osadzona w Stanach Zjednoczonych w latach 50. XX wieku. Gracz steruje rodziną McDoodle (Ted, Dolores, Mary Jane i Timmy), która po katastrofie atomowej stara się przetrwać w schronie umieszczonym pod swoim domem.
Podczas 60 sekund gracz ma za zadanie zebrać wszystkich (lub wybranych) członków rodziny, zgarnąć jak najwięcej zapasów oraz dodatkowych przedmiotów i schować się w przeciwatomowym schronie. Gra kończy się niepowodzeniem jeśli gracz nie znajdzie się w schronie po upływie tytułowych 60 sekund.
Każdego dnia gracz będzie musiał podejmować decyzje bazując na stanie zapasów, umiejętnościach każdego z członków rodziny, czy informacjach, które co jakiś czas docierają do schronu. Niektóre z tych decyzji niosą ze sobą ryzyko utraty zdrowia a nawet życia wybranego lub wszystkich członków rodziny. 
Do zadań gracza należy wydzielanie zapasów zupy oraz wody, oszczędne korzystanie z dodatkowych przedmiotów oraz generalne dbanie o kondycję fizyczną i psychiczną członków rodziny.
Raz na jakiś czas jeden z bohaterów będzie mógł opuścić bunkier w poszukiwaniu nowych zapasów i rozeznaniu się w sytuacji dziejącej się w okolicy. Niebezpieczeństwa z tym związane mogą jednakże wiązać się z kontuzjami/chorobami oraz śmiercią wysłanego śmiałka.
Okazjonalnie pod bunkrem mogą także pojawić się niespodziewani goście. Do gracza będzie należała decyzja, czy ich wpuścić, czy może jednak ignorować. Każda z tych decyzji będzie mogła spowodować uszczuplenie lub powiększenie zapasów, upragniony ratunek, ale będzie mogła mieć też katastrofalne skutki dla całej rodziny.

## Odbiór
60 Seconds! uzyskało na Steamie "bardzo pozytywne" recenzje (9,642 głosy). Na Metacritic wersja na PC został oceniona przez krytyków na 75/100 oraz 80/100, natomiast od graczy uzyskała łączną ocenę 6.3. Z kolei wersja na Xbox One otrzymała na Metacritic ocenę 63/100 od krytyków, podczas gdy wersja na Nintendo Switch otrzymała od użytkowników łączną ocenę 6.3. NintendoLife oceniło grę na 4/10, podczas gdy gracze wystawili jej ocenę 10/10. PocketGamer umieścił 60 Seconds! wśród 15 najlepszych gier survival na iPhone'y i iPady. Gamesnort wystawił grze ocenę 3.9, jednocześnie honorując ją jako najlepszą grę 2017, najlepszą grę przygodową, najlepszą grę na PS, Nintendo Switch oraz macOS.
Gra była także szeroko komentowana oraz ogrywana przez między innymi takich streamerów jak: PewDiePie, Markplier, SSundee, Gloom.